# Wilhelmsschrei
Der Wilhelmsschrei (englisch Wilhelm scream) ist ein Soundeffekt aus einer kommerziellen Klangbibliothek. Zu hören ist der Schrei eines Menschen, der in zahlreichen Filmen Verwendung fand. Die erste Anwendung des Effekts fand vermutlich 1951 statt, in dem Film Die Teufelsbrigade (engl. Distant Drums). Er ist eines der bekanntesten Soundklischees und nach einer Nebenfigur aus dem Film Der brennende Pfeil. benannt.

## Geschichte
Nach der ersten Verwendung des Klanges im Film Die Teufelsbrigade, in dem ein Mann, der von einem Alligator gefressen wird, den Schrei ausstößt, wurde der Soundeffekt in mehreren Filmen verwendet. Zum Beispiel in Der brennende Pfeil (engl. The Charge at Feather River, 1953), Formicula (1954), Toy Story (1995), Der Herr der Ringe: Die zwei Türme (2002) und Die Simpsons (2010, Episode 452). In dem Thriller Machete des Regisseurs Robert Rodriguez von 2010 ertönt der Wilhelmsschrei während eines wilden Kampfes zwischen einer amerikanischen Bürgerwehr und mexikanischen Einwanderern, in jenem Moment, in dem ein Mann unter einem springenden Lowrider-Auto zerquetscht wird. 
Außerdem hört man den Schrei in dem Film Reservoir Dogs – Wilde Hunde, dem Debütfilm des Regisseurs Quentin Tarantino von 1992. In dem Fantasy-Film Willow von 1988 wird er beim Umstürzen eines Streitwagens und während einer Schlacht im Innenhof einer Burg eingesetzt. Mittlerweile soll der Effekt in geschätzten 300 Filmen und Serien verwendet worden sein.
Der Name des Soundeffekts leitet sich von der Nebenfigur Wilhelm im Film Der brennende Pfeil ab, der den Schrei ausstößt, als er von einem Pfeil getroffen wird. Ben Burtt, der Sound-Designer von Star Wars, nahm an, dass der Wilhelmsschrei in diesem Film zum ersten Mal verwendet worden sei.
Die Benutzung des Soundeffekts in Star Wars durch Burtt war der Auftakt eines Insider- bzw. berufsspezifischen Running Gags der Sound-Designer. Speziell bei Skywalker Sound, später auch von anderen Sound-Designern, wurde der Schrei in zahlreichen Filmen zitiert. Als Gag im Gag ist dabei die Verwendung in dem Film Indiana Jones und der Tempel des Todes zu bezeichnen, in dem die Nebenfigur, die den Schrei ausstößt, ähnlich wie in Die Teufelsbrigade von Krokodilen gefressen wird. 
In der Episode Die Königin der Staaten – Mutter und Kind vereint der Zeichentrickserie Die Simpsons (Staffel 32, Folge 20) von 2021 erklingt der Wilhelmsschrei in der Szene, in der Lisa Simpson als neue US-Präsidentin das Oval Office übernimmt. Etliche Folgen der TV-Serie Die Simpsons verwenden den Wilhelmsschrei, zum Beispiel die Episoden Die virtuelle Familie (Staffel 28, Episode 598), Blau im Amt (Staffel 29, Episode 624), Die Pin Pals (Staffel 29, Episode 625) und Gone Boy (Staffel 29, Episode 627). In der Science-Fiction-Komödie Paul – Ein Alien auf der Flucht von 2011 ertönt er während einer Verfolgungsjagd zwischen einem kleinen grünen Alien, das ein Wohnmobil fährt, und einem Geheimagenten, der mit seinem Auto in einen Abgrund stürzt.
Der Wilhelmsschrei taucht auch in Videospielen auf. So kann man ihn unter anderem in God of War, GTA V, Red Dead Redemption, SWAT 4, Indiana Jones und der Große Kreis, Star Wars Battlefront (2015) oder in Darksiders im Kampf gegen den Stygian hören.
Sheb Wooley wird von vielen als die wahrscheinlichste Stimme für den Wilhelmsschrei bezeichnet.  Die amerikanische Hardcore-Band A Wilhelm Scream benannte sich nach diesem Filmsoundeffekt. Der englische Musiker James Blake veröffentlichte 2011 den Song The Wilhelm Scream.